# IC 4683
IC 4683 — галактика типу NF (в процесі підтвердження) у сузір'ї Стрілець.
Цей об'єкт міститься в оригінальній редакції індексного каталогу.